# Sweet Child o’ Mine
«Sweet Child o’ Mine» (в переводе с англ. — «Милое моё дитя») — песня американской рок-группы Guns N’ Roses, выпущенная на их дебютном альбоме Appetite for Destruction. Выпущенная в июне 1988 года третьим синглом с альбома, песня возглавила хит-парад Billboard Hot 100 и стала единственным синглом группы, занявшим первую строчку американского хит-парада. После переиздания в 1989 году добралась до шестого места в британском хит-параде UK Singles Chart.
По результатам опроса читателей издательства TeamRock гитарный рефрен «Sweet Child o’ Mine» в 2017 году вошёл в число двадцати величайших гитарных риффов всех времён. Британский журнал New Musical Express включил данную композицию в свой список «500 величайших песен всех времён», разместив её в нём на 488-й позиции.

## Состав исполнителей
- Эксл Роуз — вокалист
- Слэш — соло-гитара
- Иззи Стрэдлин — ритм-гитара, бэк-вокал
- Дафф Маккаган — бас
- Стивен Адлер — ударные

## Предыстория и состав
Во время джем-сейшена в доме группы на Сансет-стрип барабанщик Стивен Адлер и Слэш разминались, и Слэш начал играть «цирковую» мелодию, корча рожицы Адлеру. Ритм-гитарист Иззи Стрэдлин попросил Слэша сыграть её ещё раз. Стрэдлин придумал несколько аккордов, Дафф Маккаган создал басовую линию, а Адлер спланировал бит. В своей автобиографии Слэш сказал: «в течение часа мои упражнения на гитаре стали чем-то другим». Солист Эксл Роуз слушал музыкантов наверху в своей комнате и был вдохновлён написать текст, который он закончил к следующему дню. Он взял за основу свою девушку Эрин Эверли (дочь Дона Эверли из The Everly Brothers и Венеции Стивенсон) и заявил, что Lynyrd Skynyrd послужили вдохновением, «чтобы убедиться, что у нас есть это искреннее чувство». На следующей сессии сочинения в Бербанке группа добавила бридж и гитарное соло.
Когда группа записывала демо с продюсером Спенсером Проффером, он предложил добавить брейкдаун в конце песни. Музыканты согласились, но не были уверены, что делать. Прослушивая демо в цикле, Роуз начал говорить себе: «Куда мы идем? Куда мы идем сейчас?», и Проффер предложил ему спеть это. Альтернативная версия, включающая половину живой версии, половину недавно записанной версии 1999 года, звучит во время титров фильма Большой папа.

## В чартах
| Страна                  | Высшая позиция |
| ----------------------- | -------------- |
| США (Billboard Hot 100) | 1              |

## Видеоклип
В 1987 году на песню был снят видеоклип, в котором группа репетирует в танцевальном зале Mendiola's Ballroom в Хантингтон-Парке, Калифорния, в окружении членов команды. В клипе показаны все девушки участников группы на тот момент: девушка Роуз Эрин Эверли; девушка Маккагана Мэнди Брикс из женской рок-группы Lame Flames; девушка Стрэдлина Анджела Николетти; девушка Адлера Шерил Суидерски; и девушка Слэша Салли Маклафлин. Также была показана собака Стрэдлина. Видеоклип имел успех на MTV и помог песне выйти на массовый уровень.
Чтобы сделать «Sweet Child o' Mine» более продаваемой для MTV и радиостанций, песня была отредактирована с 5:56 до 4:58 для радиомонтажа/ремикса, при этом большая часть гитарного соло Слэша была удалена. Это вызвало гнев группы, включая Роуза, который прокомментировал это в интервью Rolling Stone в 1989 году: «Я ненавижу монтаж «Sweet Child O' Mine»». Радиостанции говорили: „Ну, ваш вокал не обрезан“. Моя любимая часть песни — медленное соло Слэша; для меня это самая тяжёлая часть. Нет никаких причин для его отсутствия, кроме как для того, чтобы освободить больше места для рекламы, чтобы владельцы радиостанций могли получить больше рекламных долларов. Когда вы получаете обрезанную версию «Paradise City» или половину «Sweet Child» и «Patience», вы влипли».
Были выпущены 7-дюймовый виниловый формат и кассетный сингл. Альбомная версия песни была включена в релиз сингла в США, в то время как сингл в Великобритании был «редактированной/ремиксовой» версией. 12-дюймовый виниловый формат также содержал более длинную версию LP. B-side сингла — это неальбомная, концертная версия «It's So Easy».
В интервью на радиошоу Эдди Транка в Нью-Йорке в мае 2006 года Роуз заявил, что его изначальная концепция видео была сосредоточена на теме наркоторговли. По словам Роуза, видео должно было показать азиатскую женщину, несущую ребёнка в чужую страну, только чтобы в конце обнаружить, что ребёнок мёртв и наполнен героином. Эта концепция была отвергнута Geffen Records.
Эта песня была использована для премьерного тизер-трейлера фильма Тор: Любовь и гром, который вышел 18 апреля 2022 года, и самого фильма, включая финальные титры. По состоянию на 2024 год у музыкального видео более 1,6 миллиарда просмотров на YouTube.

## Скандал вокруг Australian Crawl
В 2015 году на веб-странице австралийского музыкального телеканала MAX была опубликована статья музыкального писателя Натана Джолли, в которой отмечалось сходство между «Sweet Child o' Mine» и песней «Unpublished Critics» австралийской группы Australian Crawl 1981 года. Статья включала обе песни, приглашая читателей сравнить их. В ней также цитировался комментарий читателя к более ранней статье, который изначально привлек внимание к сходству между песнями. По состоянию на май 2015 года этот комментарий больше не появлялся в более ранней статье. История быстро стала вирусной, вызвав множество комментариев как к статье MAX, так и к предположению, что «Unpublished Critics» оказали влияние на «Sweet Child o' Mine», включая комментарий от Даффа Маккагана, бас-гитариста Guns N' Roses, когда была написана и записана «Sweet Child o' Mine». Маккаган нашел сходство между песнями «потрясающим», но сказал, что ранее не слышал «Unpublished Critics».